# Gnesta (stacja kolejowa)
Gnesta (szwedzki: Gnesta station) – stacja kolejowa w Gnesta, w regionie Södermanland, w Szwecji. Znajduje się na Västra stambanan i została otwarta w 1861 roku.
Gnesta jest też stacją początkową/końcową dla J37 Pendeltåg w Sztokholmie.

## Linie kolejowe
- Västra stambanan